# Padjerim
Padjerim (Samisch: Badjeriebme) is een gehucht binnen de Zweedse gemeente Jokkmokk. Het is gelegen aan de Riksväg 97 en ligt op de zuidelijke oever van de Kleine Lule. Aan de overzijde van de rivier ligt de 334 meter hoge Padjerimberget. Nabij Padjerim ligt een stuwdam in de rivier, een waterkrachtcentrale is er niet. Badjeriebme staat voor boven (Badje) een stroomversnelling zonder golven (Riebme). Die stroomversnelling is inmiddels weg, doordat bij Letsi het water van de Kleine Lule afgetapt wordt door de daar aanwezige watercentrale.
Bestuurscentrum: Jokkmokk (tätort)
Tätort: Porjus · Vuollerim
Småort: Kåbdalis · Mattisudden · Murjek
Overig: Årrenjarka · Framnäs · Kåikul · Kalludden · Kittajaur · Kitteludden · Kuouka · Kuorpak · Kvikkjokk · Messaure · Nautijaur · Njavve · Padjerim · Porsi · Randijaur · Snesudden · Storbacken · Sudok · Tårrajaur · Tjåmotis · Vajkijaur